# Shiner (gruppo musicale)
Gli Shiner erano un gruppo musicale post-hardcore statunitense proveniente da Kansas City, nel Missouri, che fu attivo dal 1992 al 2003.

## Storia
Il gruppo si formò nel 1992, e trovò velocemente un'ampia esposizione mediatica, pubblicando un EP in vinile nel 1993 e compiendo numerosi tour con gruppi come i Sunny Day Real Estate, i Chore, gli Jawbox, i Season to Risk, i The Jesus Lizard, e i Girls Against Boys. Il gruppo pubblicò il suo primo LP, Splay (registrato allo studio di registrazione di Chicago di Steve Albini) nel 1996, e un secondo album, Lula Divinia l'anno successivo. Sub Pop notò il gruppo e pubblico un singolo di 7" delle canzoni del gruppo "Sleep it Off" e "Half Empty". Successivamente il gruppo fece un tour con gli Hum nel 1998. Un terzo album, Starless, fu pubblicato sull'etichetta discografica gestita dai membri dei Descendents nel 2000. Un quarto e ultimo LP, The Egg, sarebbe stato l'ultimo album del gruppo prima del loro scioglimento nel 2002 . Fu registrato e prodotto dallo studio di registrazione di Matt Talbott. Malinowski e Gerken ora sono negli Open Hand, mentre Josh Newton è il bassista degli With Knives. Allen Epley è nei The Life and Times. Shawn Sherrill è attualmente nei Roman Numerals con i membri dei Season to Risk Steven Tulipana e Wiliiam Smith.
La canzone del gruppo intitolata Third Gear Scratch è stata inclusa nella colonna sonora del videogioco Saints Row 2.

## L'ultima esibizione
Dopo aver annunciato che il gruppo stava per sciogliersi, Shiner programmò un'ultima esibizione. Lo show finale si tenne al The Madrid Theater in Kansas City il 25 gennaio 2003.

## La reunion del 2012
Quasi 10 anni dopo la loro ultima esibizione, Shiner annunciò cinque esibizioni negli Stati Uniti in cui il gruppo si riuniva per celebrare la ristampa su vinile di The Egg il 7 agosto 2012. Le tappe comprendevano città come New York, Los Angeles, Lawrence, Kansas e Chicago:
- 11 agosto New York, NY - Gramercy
- 18 agosto Los Angeles, CA - Echoplex
- 24 agosto Lawrence, KS - The Granada
- 25 e 26 agosto Chicago, IL - Bottom Lounge

## Membri

### Gruppo finale
- Allen Epley (chitarra, voce)
- Paul Malinowski (basso, prima membro dei Season to Risk)
- Josh Newton (chitarra, prima membro dei Season to Risk)
- Jason Gerken (batteria, prima lavorava con Molly McGuire)

### Membri precedenti
- Jeff Brown (batteria)
- Tim Dow (batteria)
- Joel Hamilton (chitarra)
- Shawn Sherrill (basso)

## Discografia

### Album in studio
- Splay (1996, DeSoto)
- Lula Divinia (1997, Hit It!)
- Starless (2000, Owned & Operated)
- The Egg (2001, DeSoto, LP release on Son of Man 2012)

### Singoli ed EP
- "Brooks" / "Released" (1993, DeSoto)
- "Crush" / "Exhaust" (1994, Hit It!)
- "Floodwater" / "Cowboy" (1995, Hit It!)
- "Sleep it Off" / "Half Empty" (1997, Sub Pop)
- "Farewell Bend Merger" (1998, DeSoto)
- "Semper Fi" / "Sailor's Fate" (1999, DeSoto)
- "Making Love EP" (2000, Anodyne, ristampato nel 2007)

### Raccolte
- "Only Shallow" presente sul CD compilation Soak Your Shoes in Red Wine and Strike the Angels Dumb (2003, Grand Theft Autumn)
- "Anytime" (accreditato come Ohms) presente sul CD-EP compilation No Escape: a Tribute to Journey (2003, URININE)